# L'Échelle-Saint-Aurin
L'Échelle-Saint-Aurin est une commune française située dans le département de la Somme, en région Hauts-de-France.

## Géographie

### Localisation
L'Échelle-Saint-Aurin est un village picard de l'Amiénois et de la région naturelle du Santerre.
À vol d'oiseau, la localité est située à 6 km à l'ouest de Roye, 12 km au nord-est de Montdidier, 32 km au nord de Compiègne, 37 km au sud-est d'Amiens et à 45 km au sud-ouest de Saint-Quentin.
Le territoire de la commune est limitrophe de ceux de six communes.
Les communes limitrophes sont Andechy, Armancourt, Dancourt-Popincourt, Marquivillers, Saint-Mard et Villers-lès-Roye.

### Hydrographie

#### Réseau hydrographique
La commune est située dans le bassin Artois-Picardie. Elle est drainée par l'Avre et l'Échelle-Saint-Aurin,.
L'Avre, d'une longueur de 66 km, prend sa source dans la commune de Amy, à 81 m d'altitude, et se jette  dans la Somme à Longueau, à 24 m d'altitude, après avoir traversé 31 communes. Les caractéristiques hydrologiques de l'Avre sont données par la station hydrologique située sur la commune. Le débit moyen mensuel est de 0,45 m3/s. Le débit moyen journalier maximum est de 3,11 m3/s, atteint lors de la crue du 10 juillet 2001. Le débit instantané maximal est quant à lui de 3,16 m3/s, atteint le même jour.

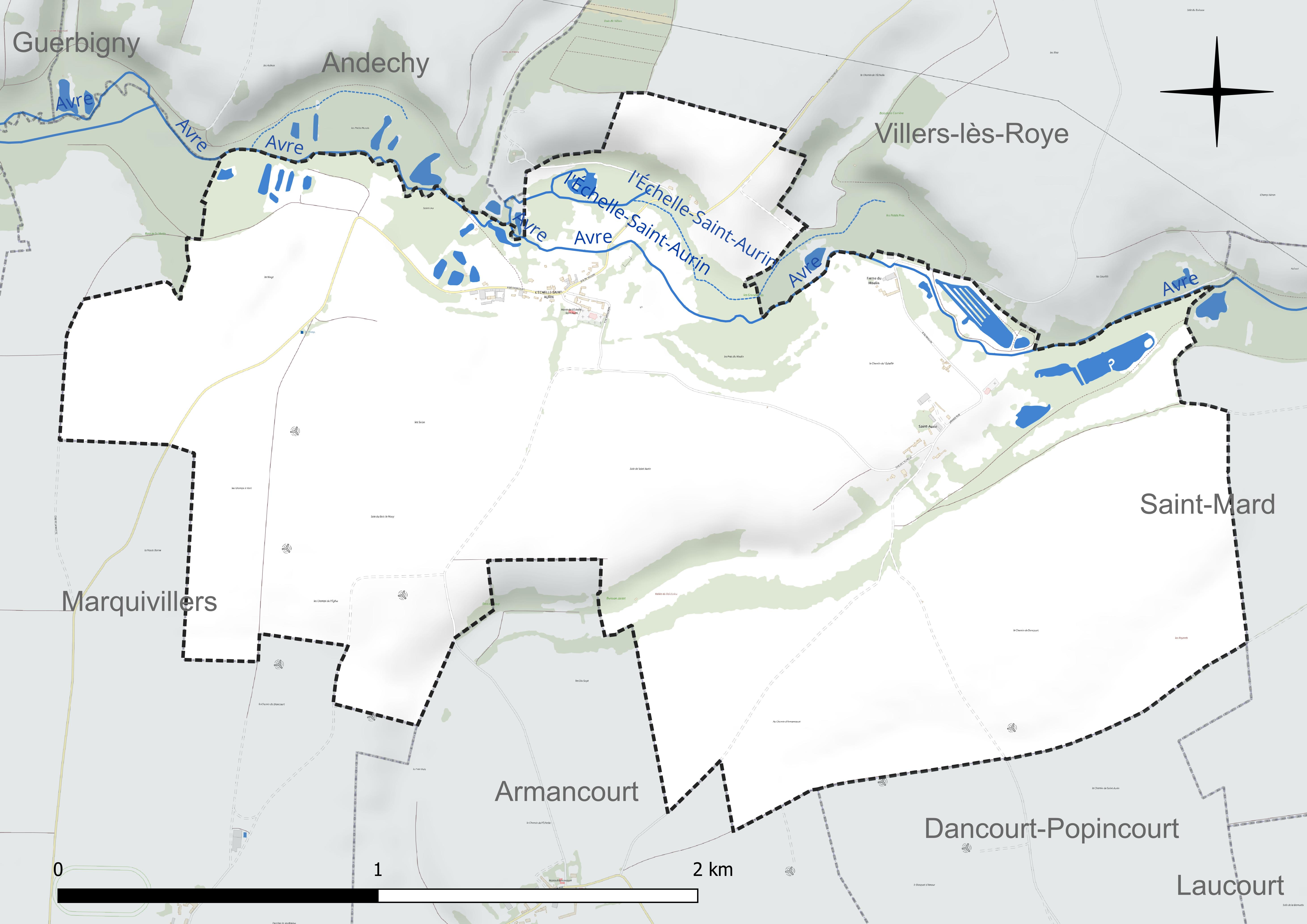
Réseau hydrographique de l'Échelle-Saint-Aurin.

#### Gestion et qualité des eaux
Le territoire communal est couvert par le schéma d'aménagement et de gestion des eaux (SAGE) « Somme aval et Cours d'eau côtiers ». Ce document de planification concerne un territoire de 1 835 km2 de superficie, délimité par le bassin versant de la Somme canalisée. Le périmètre a été arrêté le 29 avril 2010 et le SAGE proprement dit a été approuvé le 6 août 2019. La structure porteuse de l'élaboration et de la mise en œuvre est le syndicat mixte d'aménagement hydraulique du bassin versant de la Somme (AMEVA).
La qualité des cours d'eau peut être consultée sur un site dédié géré par les agences de l'eau et l'Agence française pour la biodiversité.

### Climat
Pour des articles plus généraux, voir Climat des Hauts-de-France et Climat de la Somme.
En 2010, le climat de la commune est de type climat océanique dégradé des plaines du Centre et du Nord, selon une étude du CNRS s'appuyant sur une série de données couvrant la période 1971-2000. En 2020, Météo-France publie une typologie des climats de la France métropolitaine dans laquelle la commune est exposée à un climat océanique et est dans la région climatique Nord-est du bassin Parisien, caractérisée par un ensoleillement médiocre, une pluviométrie moyenne régulièrement répartie au cours de l'année et un hiver froid (3 °C).
Pour la période 1971-2000, la température annuelle moyenne est de 10,4 °C, avec une amplitude thermique annuelle de 14,2 °C. Le cumul annuel moyen de précipitations est de 731 mm, avec 11,2 jours de précipitations en janvier et 8,8 jours en juillet. Pour la période 1991-2020, la température moyenne annuelle observée sur la station météorologique la plus proche, située sur la commune de Rouvroy-en-Santerre à 8 km à vol d'oiseau, est de 10,8 °C et le cumul annuel moyen de précipitations est de 635,8 mm,. Pour l'avenir, les paramètres climatiques de la commune estimés pour 2050 selon différents scénarios d'émission de gaz à effet de serre sont consultables sur un site dédié publié par Météo-France en novembre 2022.

## Urbanisme

### Typologie
Au 1er janvier 2024, L'Échelle-Saint-Aurin est catégorisée commune rurale à habitat très dispersé, selon la nouvelle grille communale de densité à sept niveaux définie par l'Insee en 2022.
Elle est située hors unité urbaine. Par ailleurs la commune fait partie de l'aire d'attraction de Roye, dont elle est une commune de la couronne,. Cette aire, qui regroupe 35 communes, est catégorisée dans les aires de moins de 50 000 habitants,.

### Occupation des sols
L'occupation des sols de la commune, telle qu'elle ressort de la base de données européenne d'occupation biophysique des sols Corine Land Cover (CLC), est marquée par l'importance des territoires agricoles (83,8 % en 2018), une proportion identique à celle de 1990 (83,8 %). La répartition détaillée en 2018 est la suivante : terres arables (74,7 %), forêts (16,2 %), zones agricoles hétérogènes (9 %). L'évolution de l'occupation des sols de la commune et de ses infrastructures peut être observée sur les différentes représentations cartographiques du territoire : la carte de Cassini (XVIIIe siècle), la carte d'état-major (1820-1866) et les cartes ou photos aériennes de l'IGN pour la période actuelle (1950 à aujourd'hui).

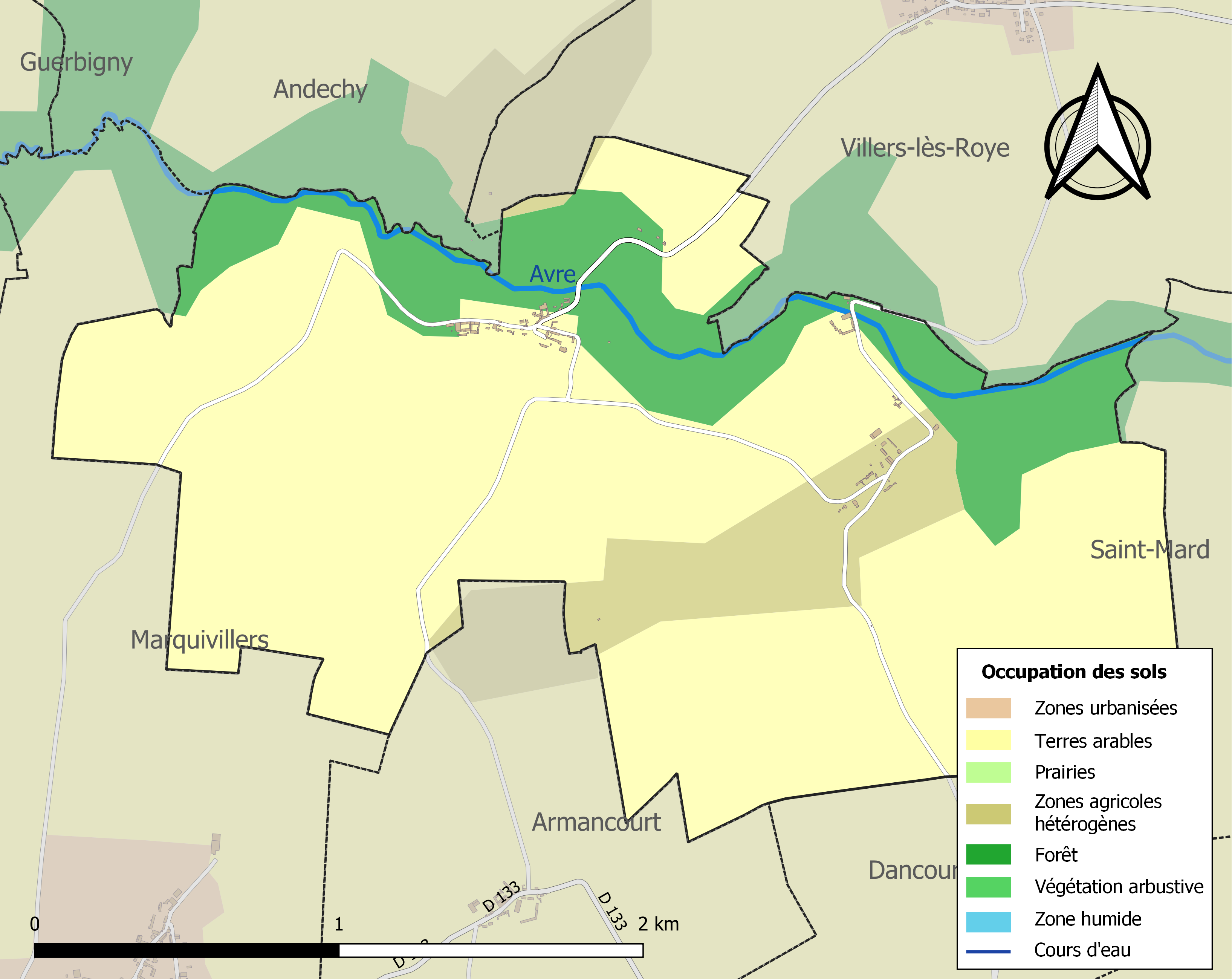
Carte des infrastructures et de l'occupation des sols de la commune en 2018 (CLC).

## Toponymie
L'Échelle est attesté sous les formes Escheliæ en 1196 ; Léchele en 1301 ; Le Chel en 1567 ; Schelle en 1626 ; L'Echelle en 1626 ; Lachelle en 1648 ; Le Chele en 1733 ; Léchelle en 1753 ; La Chelée en 1765 ; L'Echelle St-Aurin en 1836 ; Eschelle.

Peut-être du saxon scale « habitation temporaire ».
Saint-Aurin, Saint-Taurin, est attesté sous les formes Sanctus-Taurinus en 1164 ; S. Orin en 1602 ; S. Aurin en 1567 ; S. Taurin en 1648 ; S. Teurin en 1657 ; S. Tourin en 1626 ; S. Thaurin en 1730 ; S. Aurain en 1602.
 
Le nom du lieu viendrait d'un oratoire (ou d'une cellule) dédié à saint Aurin.

## Histoire

### Antiquité
Aux lieux-dits le Blamond ou le Petit Guerbigny, on a découvert les restes d'un cimetière gallo-romain.

### Moyen Âge
Un prieuré de l'ordre de Cluny fut fondé au XIIe siècle, il dépendait du prieuré de Lihons-en-Santerre.
Le bréviaire de Saint-Taurin est un livre liturgique clunisien à l'usage de l'Échelle-Saint-Aurin, il est conservé à la Bibliothèque nationale de France (Paris B.N. lat.12601).
Dès le XIIe siècle, le village a des seigneurs de son nom.

### Époque contemporaine
L'Échelle possédait un château qui a été détruit durant la Première Guerre mondiale (il servait de dépôt de munitions).
Une légende dit que la duchesse propriétaire du château y aurait caché un trésor.
« Le jour arrive, c'est le 7 octobre, la compagnie occupe un château qui se trouve entre le pays et le calvaire. Il est magnifique, il y a des bâtiments, remises, basses-cours, etc. À environ 50 m à droite un parc superbe, des grands arbres, pelouses, une petite rivière passe dans le bas de la grande pelouse »  extrait du livre de Vincent Spriet tiré du « journal de guerre 14-18 » de son ancêtre.
La commune de l'Echelle Saint-Aurin est décorée de la Croix de guerre 1914-1918.

## Politique et administration

### Tendances et résultats politiques
Élections présidentielles, résultats des deuxièmes tours :
- Élection présidentielle de 2002[27] : 83,78 % pour Jacques Chirac (RPR), 16,22 % pour Jean-Marie Le Pen (FN), 93,18 % de participation.
- Élection présidentielle de 2007[28] : 76 % pour Nicolas Sarkozy (UMP), 23 % pour Ségolène Royal (PS), 91,53 % de participation.

### Liste des maires
| Période                                  | Période                   | Identité                | Étiquette | Qualité                         |
| ---------------------------------------- | ------------------------- | ----------------------- | --------- | ------------------------------- |
| Les données manquantes sont à compléter. |                           |                         |           |                                 |
| 1843                                     | mars 1870                 | Léon de Blavette        |           | Propriétaire ; ingénieur        |
| mai 1871                                 | octobre 1876              | Irénée Gadiffert        |           | Propriétaire                    |
| octobre 1876                             | janvier 1878              | Eugène Broyard          |           | Tisseur                         |
| janvier 1878                             | avril 1884                | Irénée Gadiffert        |           | Propriétaire                    |
| mai 1884                                 | janvier 1900              | Désiré Cagnard          |           | Cultivateur                     |
| janvier 1900                             | avril 1940                | Sainte-Marie Carpentier |           | Cultivateur                     |
| janvier 1941                             |                           | Léon Bonelle            |           | Cultivateur                     |
| Les données manquantes sont à compléter. |                           |                         |           |                                 |
| mars 2001                                | 2002                      | Jean-Marie Bonelle      |           |                                 |
| 2002                                     | En cours (au 24 mai 2020) | Jean-Marie Carré        |           | Réélu pour le mandat 2020-2026, |

## Démographie
L'évolution du nombre d'habitants est connue à travers les recensements de la population effectués dans la commune depuis 1793. Pour les communes de moins de 10 000 habitants, une enquête de recensement portant sur toute la population est réalisée tous les cinq ans, les populations de référence des années intermédiaires étant quant à elles estimées par interpolation ou extrapolation. Pour la commune, le premier recensement exhaustif entrant dans le cadre du nouveau dispositif a été réalisé en 2005.

En 2022, la commune comptait 45 habitants, en évolution de −16,67 % par rapport à 2016 (Somme : −1,26 %, France hors Mayotte : +2,11 %).
| 1793 | 1800 | 1806 | 1821 | 1831 | 1836 | 1841 | 1846 | 1851 |
| ---- | ---- | ---- | ---- | ---- | ---- | ---- | ---- | ---- |
| 96   | 104  | 123  | 123  | 220  | 225  | 241  | 245  | 250  |

| 1856 | 1861 | 1866 | 1872 | 1876 | 1881 | 1886 | 1891 | 1896 |
| ---- | ---- | ---- | ---- | ---- | ---- | ---- | ---- | ---- |
| 240  | 222  | 247  | 214  | 207  | 214  | 213  | 213  | 213  |

| 1901 | 1906 | 1911 | 1921 | 1926 | 1931 | 1936 | 1946 | 1954 |
| ---- | ---- | ---- | ---- | ---- | ---- | ---- | ---- | ---- |
| 193  | 219  | 178  | 144  | 96   | 118  | 116  | 125  | 87   |

| 1962 | 1968 | 1975 | 1982 | 1990 | 1999 | 2005 | 2006 | 2010 |
| ---- | ---- | ---- | ---- | ---- | ---- | ---- | ---- | ---- |
| 87   | 71   | 72   | 74   | 62   | 50   | 53   | 54   | 54   |

| 2015 | 2020 | 2022 | - | - | - | - | - | - |
| ---- | ---- | ---- | - | - | - | - | - | - |
| 53   | 48   | 45   | - | - | - | - | - | - |

## Culture locale et patrimoine

### Lieux et monuments
- Église Saint-Pierre (L'Échelle).
- Église Saint-Aurin (Saint-Aurin).
- Monument aux morts de la Première Guerre mondiale.

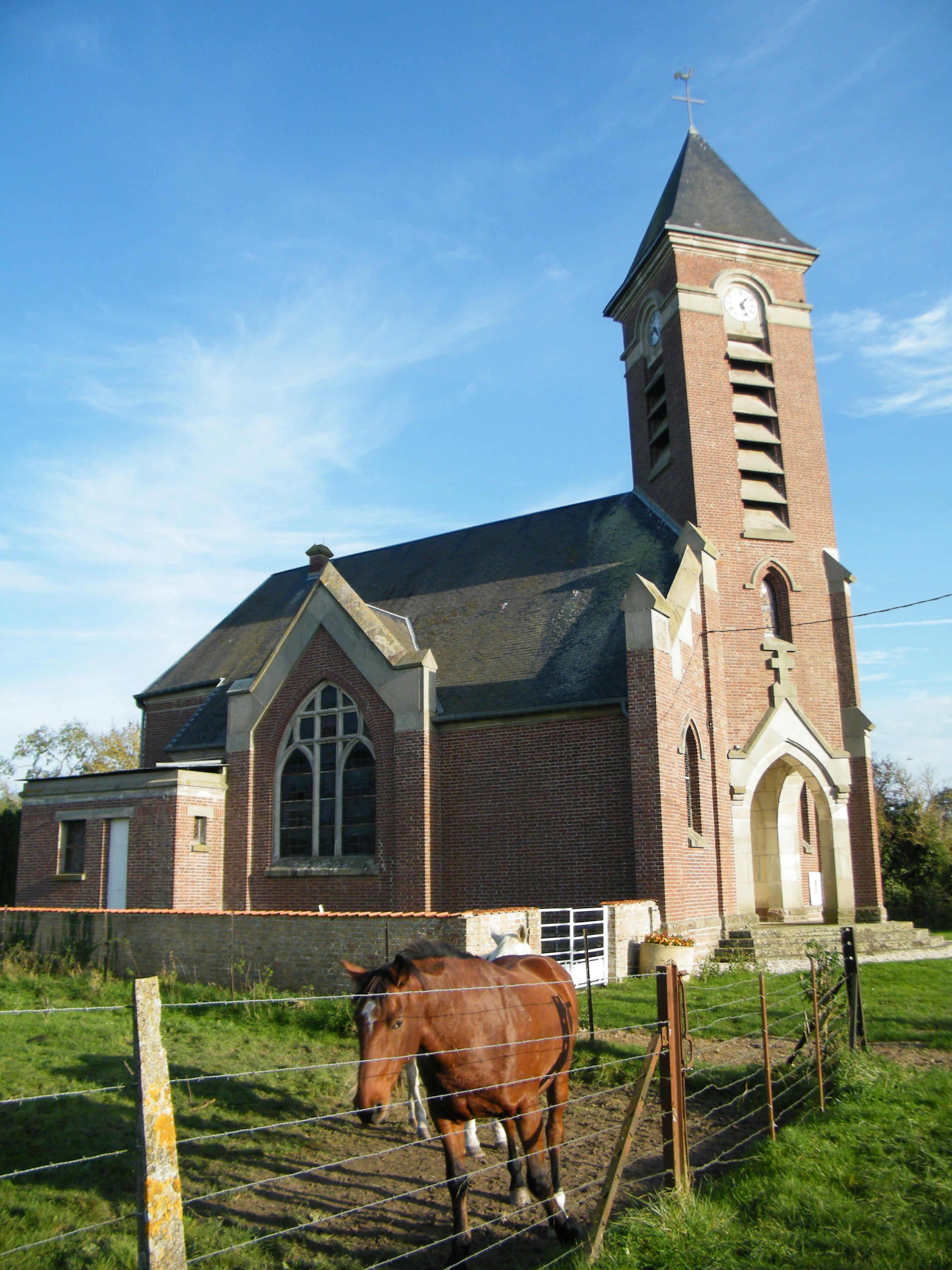
Saint-Aurin.
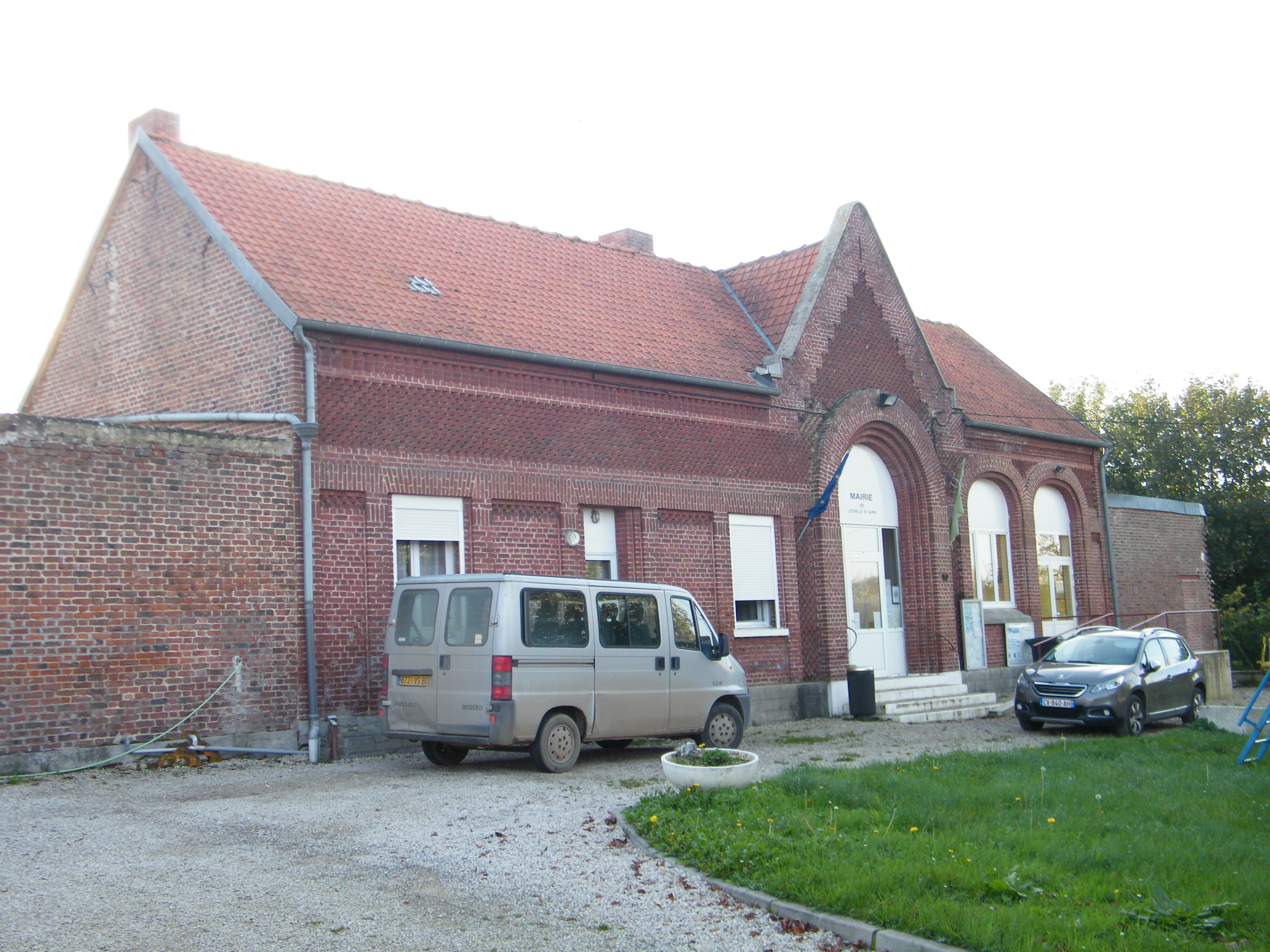
Mairie.
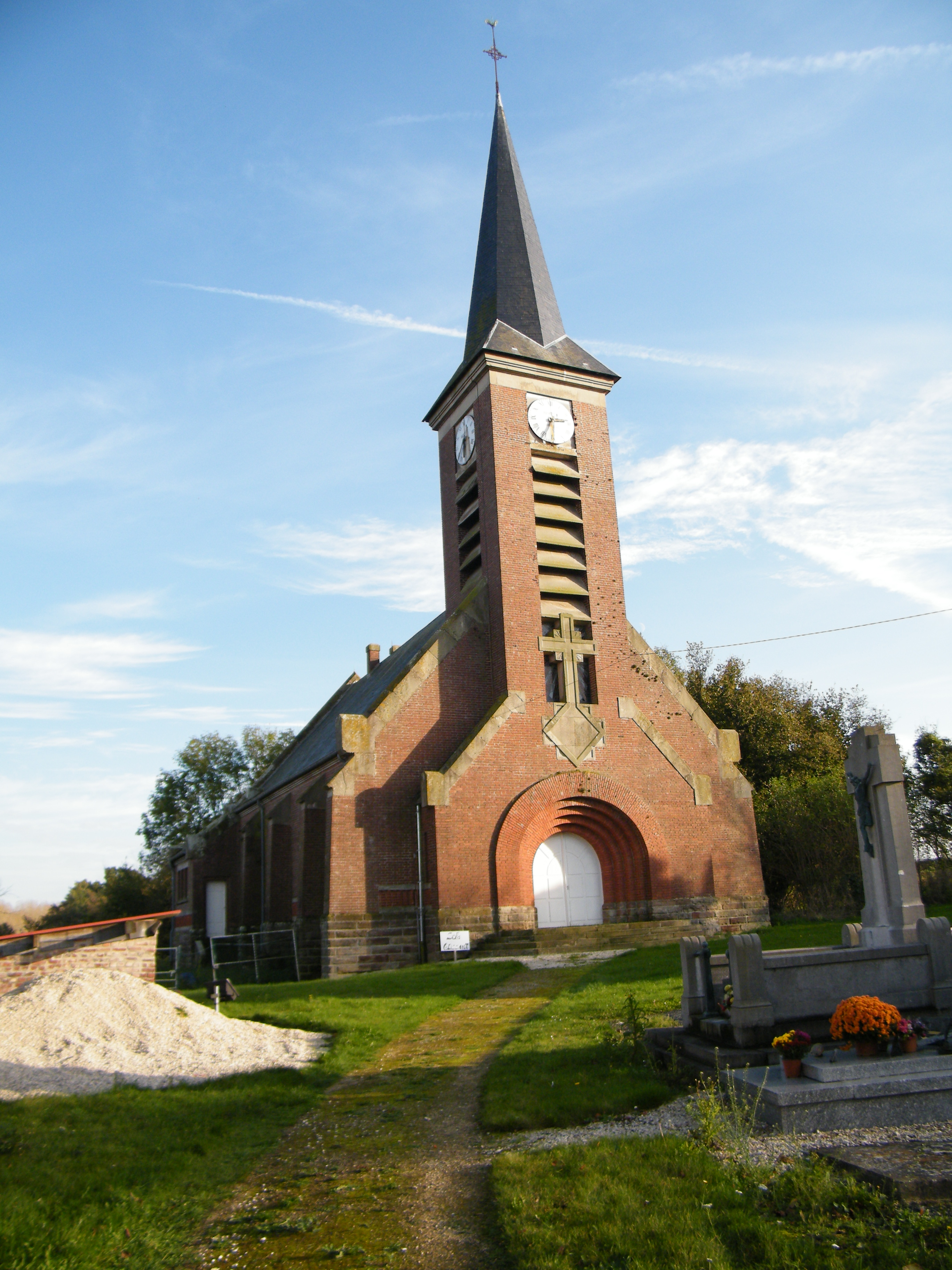
Autre vue de Saint-Pierre.
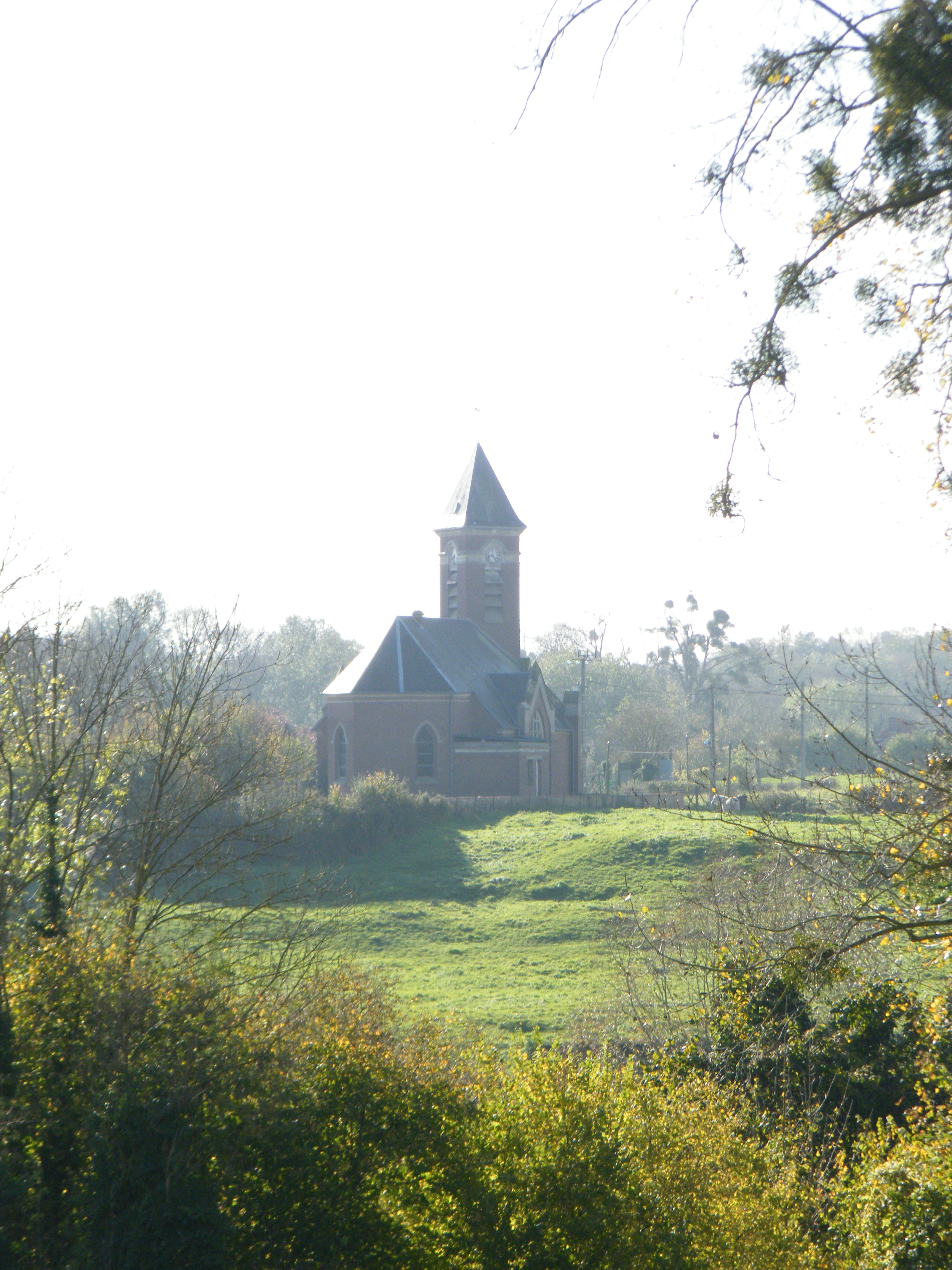
Autre vue de Saint-Aurin.
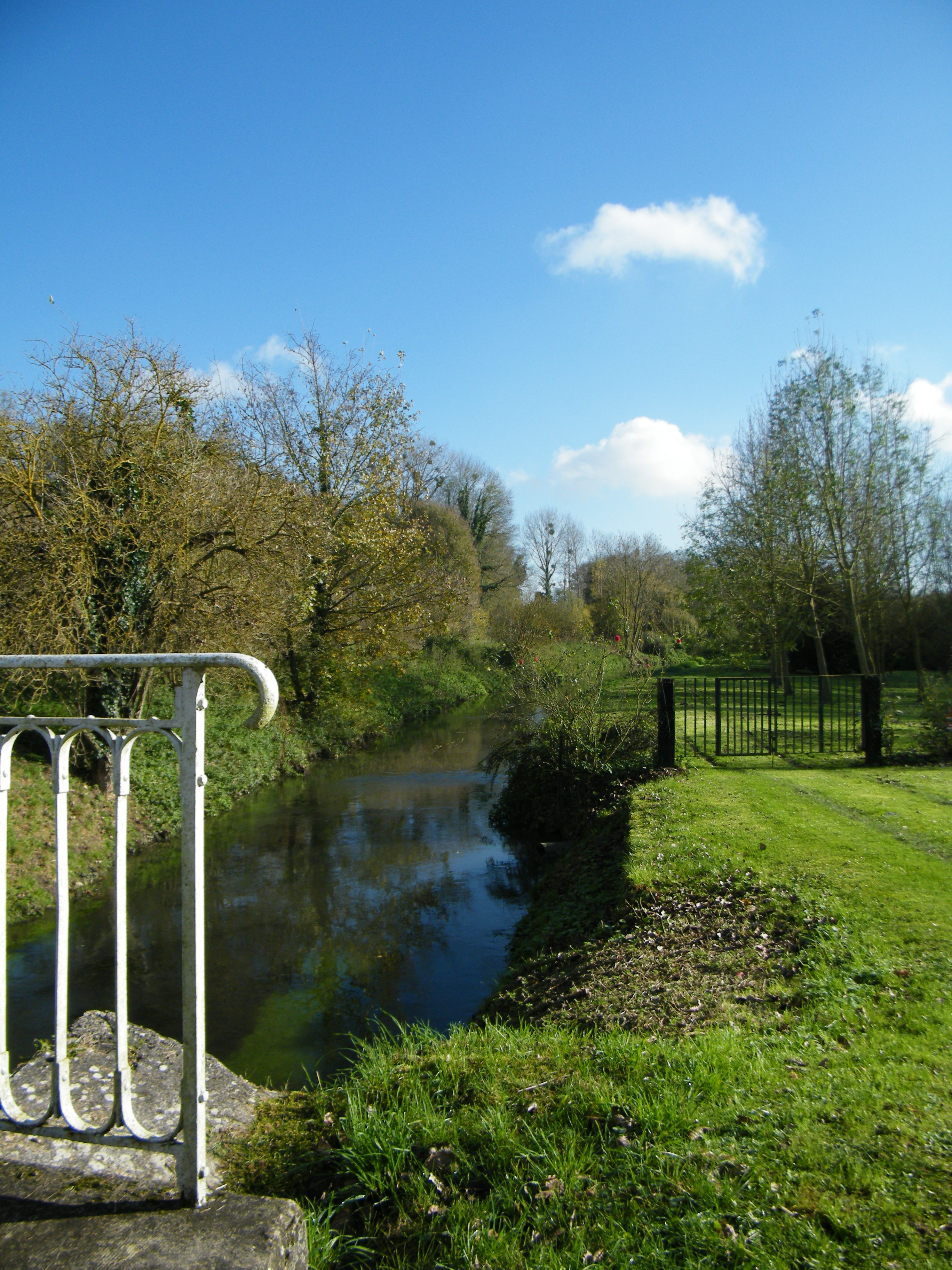
L'Avre.

## Héraldique
| Blason de L'Échelle-Saint-Aurin | Blason  | De sinople à la cotice d'argent ondé chargée d'une cotice ondée d'azur, accompagnée en chef d'une cloche et en pointe d'un coq, le tout d'or, au pont alésé du même et maçonné de sable brochant sur les cotices en pointe, au franc-quartier de gueules à la tour d'argent maçonnée de sable. Ornements extérieursDécorations : Croix de guerre 1914-1918. |
| Blason de L'Échelle-Saint-Aurin | Détails | La tour représente les ruines du château du village, le coq pour un symbole de la campagne, un pont pour les ponts de la commune et les cloches pour les églises Saint-Pierre et Saint-Aurin. Adopté en janvier 2024. Auteur(s)J-F Binon |